# Úhořilka
Úhořilka (deutsch Preußdorf) ist eine Gemeinde in Tschechien. Sie liegt zehn Kilometer südlich von Havlíčkův Brod und gehört zum Okres Havlíčkův Brod.

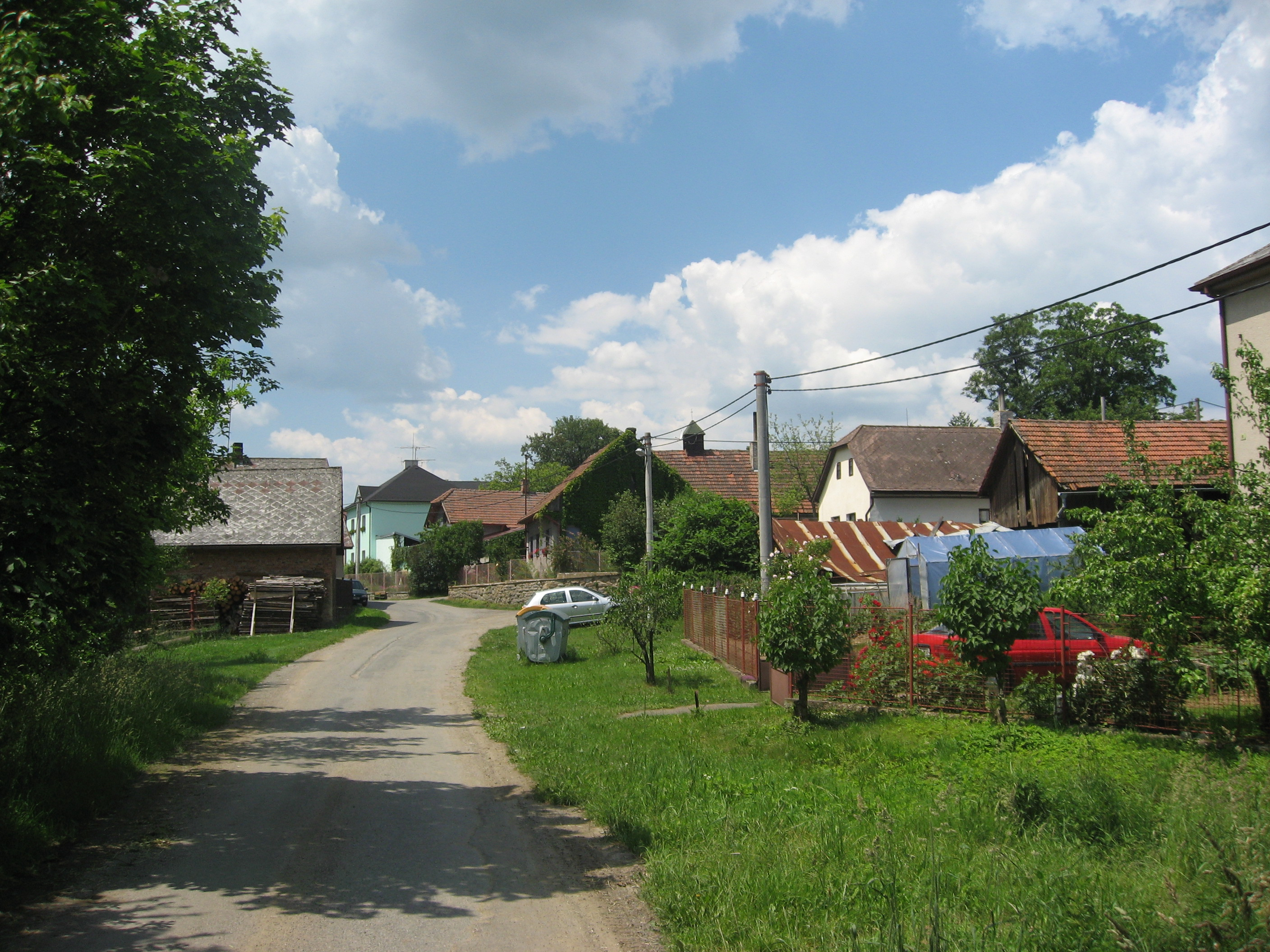
Dorfstraße in Úhořilka

## Geographie
Úhořilka befindet sich in der Böhmisch-Mährischen Höhe in der Talmulde eines kleinen Baches. Südwestlich erhebt sich Máselný kopec (624 m) und Nordwesten der Turkův kopec (598 m).
Nachbarorte sind Lipský Dvorek im Norden, Kochánov und Okrouhlička im Nordosten, Skřivánek im Osten, Studénka und Štoky im Südosten, Bukovec und Chyška im Süden, U Matéjíčků und Úsobí im Südwesten, Kukačka und Chválkov im Westen sowie Dobrohostov im Nordwesten.

## Geschichte
Die erste schriftliche Erwähnung von Prussdorf erfolgte im Jahre 1454. Seit dem 17. Jahrhundert hatte das Dorf auch den tschechischen Namen Auhorzilka. Prussdorf war bis zur Mitte des 19. Jahrhunderts der weltlichen Stiftungsfondsherrschaft Windig Jenikau untertänig.
Nach der Aufhebung der Patrimonialherrschaften bildete Prußdorf / Ouhořilka ab 1850 eine Gemeinde im Bezirk Deutschbrod. Der Ort gehörte zur Iglauer Sprachinsel und war mehrheitlich deutsch besiedelt. Zum Ende des 19. Jahrhunderts entstand die Bezeichnung Preußdorf. Die deutsche Bevölkerung wurde nach dem Zweiten Weltkrieg vertrieben. 1961 erfolgte die Eingemeindung nach Kochánov und mit diesem zusammen 1976 nach Lípa. Im Jahre 1990 entstand die Gemeinde Úhořilka wieder.

## Gemeindegliederung
Für die Gemeinde Úhořilka sind keine Ortsteile ausgewiesen.